# کاموف-۱۰

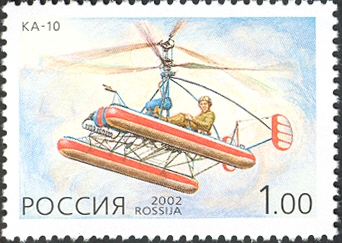
تصویری(یک نقاشی ساده) از کاموف_۱۰_ ساخت کشور روسیه

کاموف کا-۱۰ (به انگلیسی: Kamov Ka-10) یک ماشینساختِ کارخانهٔ کاموف در کشور اتحاد جماهیر شوروی سوسیالیستی است. نخستین استفاده‌کنندهٔ این بالگرد نیروی دریایی شوروی بوده‌است. این بالگرد برای نخستین بار در ۱۹۴۹ میلادی مورد استفاده قرار گرفت.